# Alloplasta verae
Alloplasta verae är en stekelart som beskrevs av Dmitriy R. Kasparyan 2007. Alloplasta verae ingår i släktet Alloplasta och familjen brokparasitsteklar. Inga underarter finns listade i Catalogue of Life.